# Brachycephalus bufonoides
Espèce
Synonymes
- Brachycephalus ephippium var. bufonoides Miranda-Ribeiro, 1920

Brachycephalus bufonoides est une espèce d'amphibiens de la famille des Brachycephalidae.

## Répartition
Cette espèce est endémique de l'État de Rio de Janeiro au Brésil. Elle se rencontre dans la Serra de Macaé à Nova Friburgo.

## Taxinomie
En 2010, Pombal a revalidé cette espèce qui avait été placée en synonymie avec Brachycephalus ephippium par Cochran en 1955.

## Publication originale
- Miranda-Ribeiro, 1920 : Os brachycephalideos do Museu Paulista (com três espécies novas). Revista do Museu Paulista, vol. 12, p. 307–316 (texte intégral).